# Loris Facci
Loris Facci (Turín, Italia, 13 de agosto de 1983) es un nadador italiano retirado especializado en pruebas de estilo braza larga distancia, donde consiguió ser medallista de bronce mundial en 2007 en los 200 metros estilo braza.

## Carrera deportiva
En el Campeonato Mundial de Natación de 2007 celebrado en Melbourne ganó la medalla de bronce en los 200 metros estilo braza, con un tiempo de 2:11.03 segundos, tras el japonés Kosuke Kitajima  (oro con 2:09.80 segundos) y el australiano Brenton Rickard.